# Lista de bairros de Nova Iguaçu

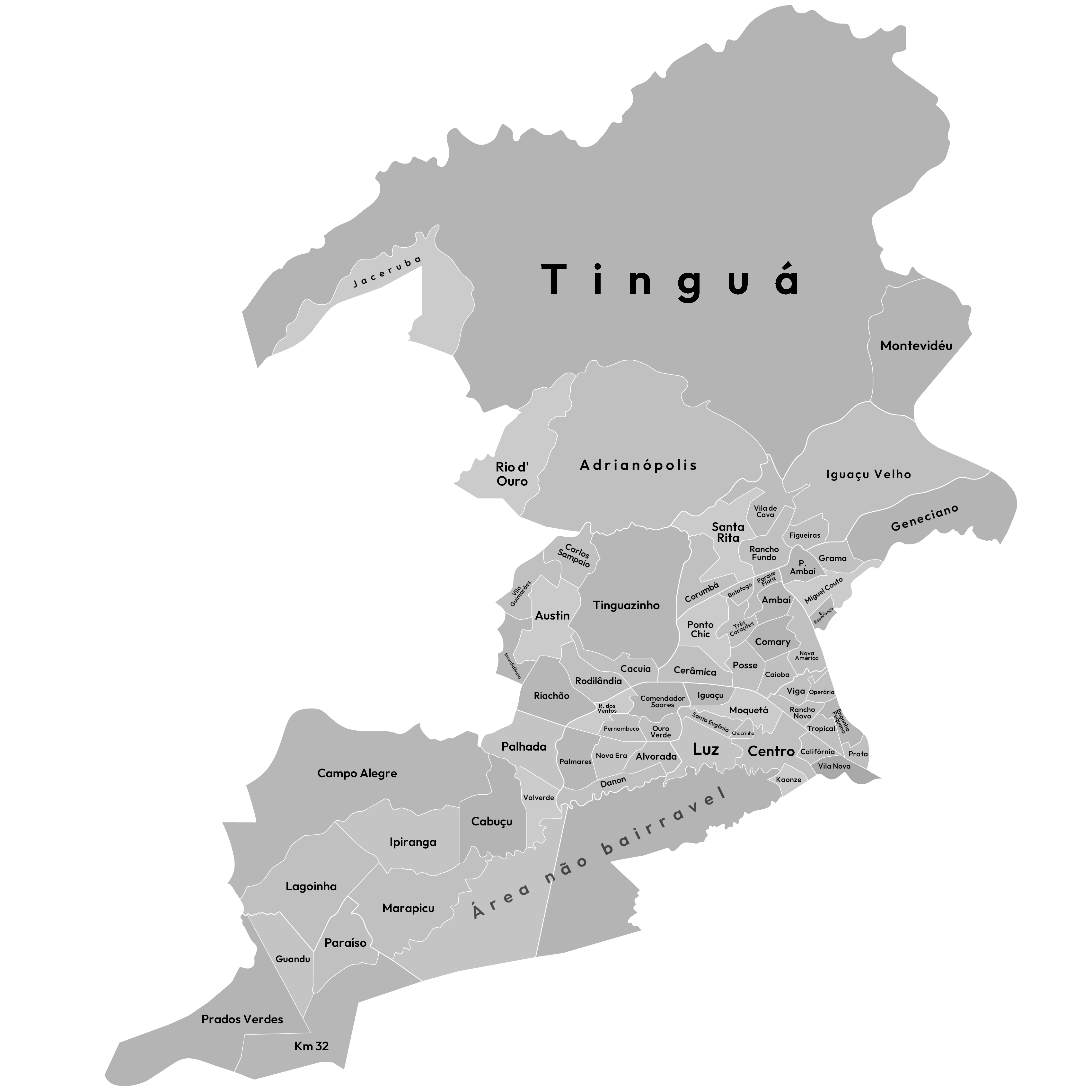
Mapa dos bairros

A atual Divisão administrativa da cidade de Nova Iguaçu configurou-se a partir da publicação da Lei Municipal que instituiu o Plano Diretor Participativo e o Sistema de Gestão Integrada e Participativa da Cidade de Nova Iguaçu. A cidade é dividida administrativamente em Unidades Regionais de Governo (URGs) e bairros. A organização da cidade de Nova Iguaçu obedece, além do Plano Diretor, à Lei do Abairramento e à delimitação dos bairros regulamentada por decretos. Em 1997, o município de Nova Iguaçu passou a denominar-se Cidade de Nova Iguaçu pela Lei Complementar 6, e foi dividido administrativamente em nove URGs (Unidades Regionais de Governo), cada uma delas, por sua vez, dividida em bairros. Há, oficialmente, 68 bairros. A divisão política oficial da cidade leva em conta tanto características histórico-culturais dos diferentes bairros de Nova Iguaçu como fatores de ordem prática ou natural (como a divisão de duas URGs em uma avenida importante ou um rio, por exemplo).
O bairro de Cabuçu é o mais populoso do município com seus 29,731 habitantes pelo Censo Demográfico de 2022. Enquando o maior bairro em extensão de território é o Tinguá com 37,55 km².

## Unidade Regional de Governo (URG)
| Nº | Unidade Regional  | População (Cens. 2022) | Diferença (2010-2022) | Domícilios | Nº de bairros | Área total (km²) |
| -- | ----------------- | ---------------------- | --------------------- | ---------- | ------------- | ---------------- |
| 1  | Centro            | 160 315                | -6,70%                | 75 549     | 16            | 40,087 km²       |
| 2  | Cabuçu            | 117 000                | +27,73%               | 53 384     | 7             | 74,560 km²       |
| 3  | Posse             | 113 701                | -3,39%                | 49 773     | 10            | 15,868 km²       |
| 4  | Comendador Soares | 107 848                | -4,17%                | 47 572     | 8             | 13,089 km²       |
| 5  | Austin            | 94 336                 | -5,79%                | 40 637     | 8             | 33,834 km²       |
| 6  | Vila de Cava      | 71 376                 | +8,18%                | 30 917     | 6             | 30,886 km²       |
| 7  | Km 32             | 66 762                 | +8,92%                | 28 799     | 4             | 30,414 km²       |
| 8  | Miguel Couto      | 40 761                 | -27,50%               | 17 355     | 5             | 16,687 km²       |
| 9  | Tinguá            | 13 768                 | +63,61%               | 8 135      | 3             | 253,294 km²      |
| -  | Nova Iguaçu       | 785 867                | -1,30%                | 352 121    | 67            | 520,581 km²      |

## Bairros
| Nº | Bairros            | Unidade Regional      | População (2022) | Domícilos | Área (km²) |
| -- | ------------------ | --------------------- | ---------------- | --------- | ---------- |
|    | Bairro da Luz      | URG Centro            | 23 823           | 11 256    | 3,49       |
|    | Califórnia         | URG Centro            | 4 663            | 2 780     | 0,76       |
|    | Caonze             | URG Centro            | 4 711            | 2 482     | 0,63       |
|    | Centro†            | URG Centro            | 25 806           | 13 455    | 3,66       |
|    | Chacrinha          | URG Centro            | 4 114            | 2 032     | 0,43       |
|    | Diana              | URG Centro            | 1 208            | 518       | 0          |
|    | Engenho Pequeno    | URG Centro            | 11 822           | 5 028     | 1,06       |
|    | Jardim Iguaçu      | URG Centro            | 8 978            | 3 885     | 0,97       |
|    | Jardim Tropical    | URG Centro            | 10 345           | 3 883     | 0,98       |
|    | Moquetá            | URG Centro            | 7 106            | 3 821     | 1,80       |
|    | Prata              | URG Centro            | 6 933            | 3 634     | 0,80       |
|    | Rancho Novo        | URG Centro            | 7 972            | 3 801     | 0,85       |
|    | Santa Eugênia      | URG Centro            | 11 667           | 5 334     | 1,11       |
|    | Viga               | URG Centro            | 10 299           | 4 583     | 1,04       |
|    | Vila Nova          | URG Centro            | 8 603            | 3 606     | 1,12       |
|    | Vila Operária      | URG Centro            | 11 093           | 4 928     | 1,02       |
|    | Ambaí              | URG Posse             | 5 812            | 2 462     | 1,00       |
|    | Bairro Botafogo    | URG Posse             | 4 188            | 1 872     | 0,61       |
|    | Carmary            | URG Posse             | 17 489           | 7 259     | 2,18       |
|    | Cerâmica           | URG Posse             | 20 049           | 8 949     | 2,03       |
|    | Kennedy            | URG Posse             | 13 981           | 5 942     | 1,30       |
|    | Nova América       | URG Posse             | 14 623           | 6 358     | 1,93       |
|    | Parque Flora       | URG Posse             | 6 718            | 2 996     | 1,22       |
|    | Ponto Chic         | URG Posse             | 16 685           | 7 500     | 3,70       |
|    | Posse†             | URG Posse             | 10 921           | 5 012     | 1,47       |
|    | Três Corações      | URG Posse             | 3 235            | 1 423     | 0,63       |
|    | Comendador Soares† | URG Comendador Soares | 23 431           | 10 730    | 2,39       |
|    | Danon              | URG Comendador Soares | 5 827            | 2 671     | 2,40       |
|    | Jardim Alvorada    | URG Comendador Soares | 15 054           | 6 605     | 1,67       |
|    | Jardim Nova Era    | URG Comendador Soares | 12 309           | 5 383     | 1,65       |
|    | Jardim Palmares    | URG Comendador Soares | 17 945           | 7 926     | 2,41       |
|    | Jardim Pernambuco  | URG Comendador Soares | 10 297           | 4 390     | 1,04       |
|    | Ouro Verde         | URG Comendador Soares | 9 213            | 3 765     | 0,65       |
|    | Rosa dos Ventos    | URG Comendador Soares | 13 772           | 6 102     | 1,69       |
|    | Cabuçu†            | URG Cabuçu            | 29 731           | 14 003    | 5,23       |
|    | Campo Alegre       | URG Cabuçu            | 12 910           | 5 932     | 27,82      |
|    | Ipiranga           | URG Cabuçu            | 14 154           | 7 291     | 7,53       |
|    | Lagoinha           | URG Cabuçu            | 14 183           | 5 961     | 9,28       |
|    | Marapicu           | URG Cabuçu            | 19 815           | 8 720     | 9,50       |
|    | Palhada            | URG Cabuçu            | 14 200           | 6 157     | 4,21       |
|    | Valverde           | URG Cabuçu            | 12 007           | 5 320     | 15,01      |
|    | Jardim Guandu      | URG Km 32             | 22 143           | 9 999     | 4,44       |
|    | Km 32†             | URG Km 32             | 16 164           | 6 720     | 5,24       |
|    | Paraíso            | URG Km 32             | 16 177           | 6 768     | 8,72       |
|    | Prados Verdes      | URG Km 32             | 12 063           | 5 212     | 4,43       |
|    | Austin†            | URG Austin            | 23 216           | 10 388    | 3,93       |
|    | Cacuia             | URG Austin            | 7 020            | 3 058     | 2,00       |
|    | Carlos Sampaio     | URG Austin            | 7 080            | 2 811     | 2,11       |
|    | Inconfidência      | URG Austin            | 5 835            | 2 443     | 1,60       |
|    | Riachão            | URG Austin            | 11 228           | 5 024     | 3,54       |
|    | Rodilândia         | URG Austin            | 14 373           | 6 055     | 2,64       |
|    | Tinguazinho        | URG Austin            | 11 299           | 4 848     | 15,06      |
|    | Vila Guimarães     | URG Austin            | 14 285           | 6 010     | 2,37       |
|    | Corumbá            | URG Vila de Cava      | 12 813           | 5 335     | 2,27       |
|    | Figueiras          | URG Vila de Cava      | 2 445            | 1 115     | 1,19       |
|    | Iguaçu Velho       | URG Vila de Cava      | 7 044            | 3 245     | 16,60      |
|    | Rancho Fundo       | URG Vila de Cava      | 6 849            | 3 801     | 0,85       |
|    | Santa Rita         | URG Vila de Cava      | 25 812           | 11 240    | 4,58       |
|    | Vila de Cava†      | URG Vila de Cava      | 16 413           | 6 987     | 3,27       |
|    | Boa Esperança      | URG Miguel Couto      | 4 775            | 2 074     | 0,75       |
|    | Geneciano          | URG Miguel Couto      | 8 257            | 3 512     | 10,59      |
|    | Grama              | URG Miguel Couto      | 10 506           | 4 101     | 1,51       |
|    | Miguel Couto†      | URG Miguel Couto      | 6 831            | 3 093     | 4,53       |
|    | Parque Ambaí       | URG Miguel Couto      | 10 448           | 4 635     | 1,73       |
|    | Adrianópolis       | URG Tinguá            | 4 904            | 2 350     | 25,22      |
|    | Montevidéu         | URG Tinguá            | 3 303            | 2 429     | 12,07      |
|    | Tinguá†            | URG Tinguá            | 4 094            | 2 310     | 37,55      |

## Setores de Planejamento Integrado, Unidades Regionais de Governo e bairros

### Setores de Planejamento Integrado e Unidades Regionais de Governo[9]
| Setor de Planejamento Integrado (SPI)    | Unidade Regional de Governo (URG) |
| ---------------------------------------- | --- |
| Setor de Planejamento Integrado Centro   | Unidade Regional de Governo Centro (URG I), Unidade Regional de Governo da Posse (URG II) e Unidade Regional de Governo de Comendador Soares (URG III) |
| Setor de Planejamento Integrado Sudoeste | Unidade Regional de Governo de Cabuçu (URG IV) e Unidade Regional de Governo do KM 32 (URG V)                                                          |
| Setor de Planejamento Integrado Noroeste | Unidade Regional de Governo de Austin (URG VI) |
| Setor de Planejamento Integrado Nordeste | Unidade Regional de Governo de Vila de Cava (URG VII) e Unidade Regional de Governo de Miguel Couto (URG VIII)                                         |
| Setor de Planejamento Integrado Norte    | Unidade Regional de Governo de Tinguá (URG IX) |

## Bairros não-oficiais
Atualmente, na cidade, há inúmeros loteamentos considerados "bairros não oficiais" ou "sub-bairros" pela população, pois não estão relacionados na legislação atual. Porém, são assim considerados por suas características peculiares, que lhes conferem status de localização espacial, e muitos são citados pela prefeitura em veículos oficiais.
O atual plano diretor da cidade, publicado em junho de 2011, prevê que o poder executivo, após 180 dias, revise a delimitação dos bairros e unidades regionais de governo da cidade, promovendo discussões em todos os bairros com a sociedade civil. Prevê, ainda, a realização de audiências públicas para a discussão do projeto de lei a ser enviado à Câmara de Vereadores.
| Nº | Bairro não-oficiais          | Bairro                            | Unidade Regional      | População (Censo 2022) |
| -- | ---------------------------- | --------------------------------- | --------------------- | ---------------------- |
|    | Vila Bandeirantes            | Santa Eugênia                     | URG Centro            | 1 352                  |
|    | Caioaba                      | Vila Operária                     | URG Centro            | 925                    |
|    | Dom Rodrigo                  | Bairro da Luz                     | URG Centro            |                        |
|    | Jardim Canaan                | Bairro da Luz                     | URG Centro            |                        |
|    | Jardim Esplenada             | Viga                              | URG Centro            |                        |
|    | Jardim Nacional              | Vila Nova                         | URG Centro            |                        |
|    | Monte Líbano                 | Jardim Tropical                   | URG Centro            |                        |
|    | Morro da Cocada              | Prata                             | URG Centro            |                        |
|    | Nossa Senhora das Graças     | Bairro da Luz                     | URG Centro            |                        |
|    | Caiçara                      | Carmary e Posse                   | URG Posse             |                        |
|    | Cobrex                       | Botafogo                          | URG Posse             | 1 747                  |
|    | Juriti                       | Cerâmica e Posse                  | URG Posse             |                        |
|    | Flores                       | Comendador Soares                 | URG Comendador Soares |                        |
|    | Jardim Jasmim                | Jardim Alvorada                   | URG Comendador Soares | 5 433                  |
|    | Jardim Lumar                 | Ouro Verde                        | URG Comendador Soares |                        |
|    | Jardim Pitoresco             | Jardim Nova Era                   | URG Comendador Soares | 2 418                  |
|    | Mangueira                    | Danon e Jardim Palmares           | URG Comendador Soares | 5 154                  |
|    | Marco II                     | Jardim Alvorada                   | URG Comendador Soares | 758                    |
|    | Nova Atlântica               | Rosa dos Ventos                   | URG Comendador Soares |                        |
|    | Ouro Fino                    | Comendador Soares                 | URG Comendador Soares |                        |
|    | Ouro Preto                   | Comendador Soares                 | URG Comendador Soares |                        |
|    | Parque dos Artistas          | Rosa dos Ventos                   | URG Comendador Soares |                        |
|    | Pioneiro                     | Jardim Nova Era e Jardim Palmares | URG Comendador Soares | 1 771                  |
|    | Vila Tânia                   | Ouro Verde                        | URG Comendador Soares |                        |
|    | Aliança                      | Ipiranga                          | URG Cabuçu            |                        |
|    | Jardim Laranjeiras           | Cabuçu                            | URG Cabuçu            | 6 330                  |
|    | Três Marias                  | Campo Alegre                      | URG Cabuçu            |                        |
|    | Vila Bela Vista              | Km 32                             | URG Km 32             |                        |
|    | Jardim Lobato                | Carlos Sampaio                    | URG Austin            | 1 224                  |
|    | Jardim Roma                  | Riachão                           | URG Austin            |                        |
|    | Praça do Batuta              | Austin                            | URG Austin            |                        |
|    | Três Fontes                  | Vila Guimarães                    | URG Austin            |                        |
|    | Bairro Amaral                | Santa Rita                        | URG Vila de Cava      |                        |
|    | Gerald Danon                 | Corumbá                           | URG Vila de Cava      | 2 062                  |
|    | Jardim Marilice              | Corumbá                           | URG Vila de Cava      |                        |
|    | Nova Brasília                | Vila de Cava                      | URG Vila de Cava      |                        |
|    | Vila Iguaçuana               | Santa Rita                        | URG Vila de Cava      |                        |
|    | Grama                        | Miguel Couto                      | URG Miguel Couto      | 1 064                  |
|    | Vila São Teodoro             | Boa Esperança                     | URG Miguel Couto      | 1 156                  |
|    | Cidade Jardim Parque Estoril | Montevidéu                        | URG Tinguá            |                        |